# Knud Rex
Knud Rex (30. marts 1912 i København – 24. december 1968 smst) var en dansk skuespiller. 
Knud Rex blev uddannet på Det kongelige Teaters elevskole i årene 1935-1937. Derefter var han skuespiller ved Otto Jacobsens teaterselskab 1937-1938 og arbejdede derefter på Frederiksberg Teater og Betty Nansen Teatret 1939-1942. I årene 1943-1948 blev han direktør for Frederiksberg Teater, hvor han også selv optrådte, indtil teatret delvis nedbrændte i 1947. Siden var han freelance-skuespiller på blandt andet Aalborg Teater. 
Knud Rex blev i januar 1950 anholdt og fængslet for 14 dage sigtet for 16 brandstiftelser, deriblandt flere teaterbrande. Han fik siden tilkendt 5.000 kr. i erstatning for uforskyldt fængsling. I oktober 1953 blev han atter fængslet sigtet for brandstiftelse, og i juni 1954 blev han ved et nævningeting fundet skyldig i to af de mange brande, han var sigtet for at have anstiftet. Desuden blev han kendt skyldig i receptforfalskning. Straffen blev udmålt til tre års fængsel.
I december 1955 blev han prøveløsladt og genoptog arbejdet som teatermand. I september 1958 søgte Knud Rex forgæves i fogedretten at få gennemført et forbud mod udgivelsen af statsadvokatmedhjælper Wilfred Christensens bog Jeg anklager, der indeholder et 13 sider langt referat af nævningesagen fra 1954 mod Knud Rex.
Knud Rex var i en periode gift med skuespillerinde og danserinde på Pantomimeteatret Elsebeth Rex.
Han er begravet på Frederiksberg ældre kirkegård.

## Udvalgte film
Blandt de film han har medvirket i kan nævnes:
- Sol over Danmark – 1936
- Den gamle præst – 1939
- Komtessen på Stenholt – 1939
- Frøken Kirkemus – 1941
- Natekspressen (P. 903) – 1942
- Ta', hvad du vil ha' – 1947
- Lejlighed til leje – 1949
- Den stjålne minister – 1949
- Hejrenæs – 1953
- Englen i sort – 1957
- Mig og min familie – 1957
- Skarpe skud i Nyhavn – 1957
- Lyssky transport gennem Danmark – 1958
- Skibet er ladet med – 1960
- Duellen – 1962
- En ven i bolignøden – 1965
- Slå først, Frede – 1965
- Utro – 1966
- Sult (film) – 1966
- Mennesker mødes og sød musik opstår i hjertet – 1967
- Lille mand, pas på! – 1968